# Damnatio memoriae

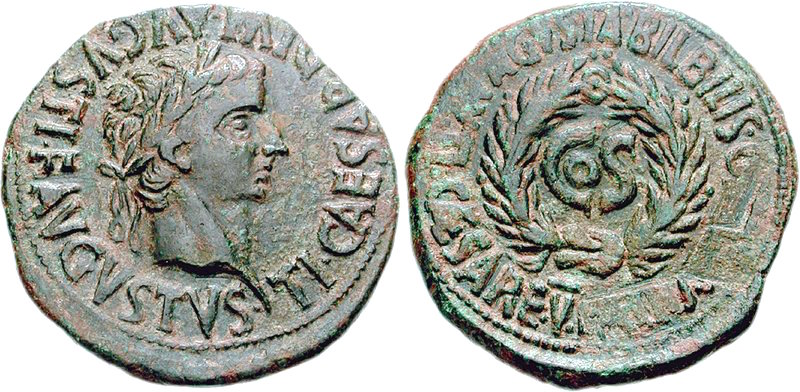
Voorbeeld van de damnatio memoriae van Lucius Aelius Seianus. De straf kreeg hij voor een mislukte staatsgreep tegen keizer Tiberius in 31. Zijn standbeelden werden vernield en zijn naam gewist uit alle publieke archieven. De munt hierboven komt uit Bilbilis, geslagen om het consulaat van Seianus te vieren. Zijn naam, L. Aelio Seiano, is weg gekrast.

Damnatio memoriae (Latijn: "vervloeking van de nagedachtenis") is het onteren van een dode door het wegnemen van de herinnering aan die persoon uit de collectieve herinnering. Vormen van dergelijke ontering zijn bekend sinds de tijd van het Akkadische Rijk. De Romeinse senaat kon deze maatregel gebruiken tegen verraders of afvalligen van de staat.
De Romeinse senaat kon verschillende juridische technieken toepassen tegen overleden verraders of afvalligen aan de staat:
- memoriam damnare (in nagedachtenis vervloeken)
- memoriam condemnare (veroordelen)
- memoriam accusare (beschuldigen)
- memoriam abolere (vernietigen)
- memoriam eradere (uitwissen)

De bedoeling van de straf (en de letterlijke betekenis van de formule) bestond erin om elke aanwijzing dat de persoon in kwestie had geleefd, te vernietigen, alsof deze nooit geleefd had. Zo kon men alsnog de eer van Rome redden. In een samenleving waar eer en sociaal vertoon centraal stonden en waar het respect (dat uit moest gaan van de trots van een Romeinse burger) de basisvoorwaarde was, was deze straf misschien wel de ergste die een persoon kon overkomen.
De uitvoering van deze straf was het best zichtbaar bij de dood van twee gehate keizers in de 1ste eeuw n.Chr.: Caligula (regeerde van 37-41) en Nero (regeerde van 54-68). Andere voorbeelden onder Romeinse keizers zijn de damnatio memoriae van Commodus, die van Geta door zijn broer Caracalla en die van Domitianus (regeerde van 81-96).
De meest gangbare methode van damnatio memoriae was het verwijderen van de naam uit archieven, waarop de eretitels stonden die de persoon had bekleed (deze archieven werden memoria genoemd, vandaar de naam: damnatio (verdoemenis) memoriae (genitief: van de herinnering). Bij zeer bekende personen (zoals de Romeinse keizers Caligula en Nero) werden hun standbeelden vernietigd en hun namen van de openbare gebouwen verwijderd.
In 356 v.Chr. werd Herostratos tot de damnatio memoriae veroordeeld nadat hij de Tempel van Artemis in Efeze had vernield door brandstichting.
In 1355 werd Marino Faliero, de 53ste Doge van Venetië, in Venetië tot de damnatio memoriae veroordeeld na een mislukte staatsgreep.
Een modern voorbeeld van het concept damnatio memoriae was het verwijderen van portretten, boeken en andere sporen van tegenstanders van Stalin.

## Antieke bronnen
- Institutiones 3, 1, 5; 4, 18, 3.
- Digesta 24, 1, 32, 7; 28, 3, 6, 11; 31, 76, 9.
- Codex Iustinianus 9, 8, 6.